# Alfa Romeo Alfasud
Alfa Romeo Alfasud (Серія 901, 902 і 904) — компактний автомобіль, що випускався італійською компанією Industria Napoletana Costruzioni Autoveicoli Alfa Romeo-Alfasud S.p.A з 1971 по 1989 рік. Власником цієї фірми були Alfa Romeo і Finmeccanica. Компанія базувалася в бідному південному регіоні Італії і запуск даного виробництва був роботою уряду щодо збільшення робочих місць на Півдні Італії.
Alfasud по праву може вважатися однією з найуспішніших серійних моделей Alfa Romeo. Було продано 893 719 автомобілів з 1972 по 1983 роки, а також 121 434 версій Sprint з 1976 по 1989 роки. Загальне прізвисько для даних машин - 'Sud. Автомобіль пройшов два рестайлінги: перший в 1977 році і другий в 1980 році.

## Історія

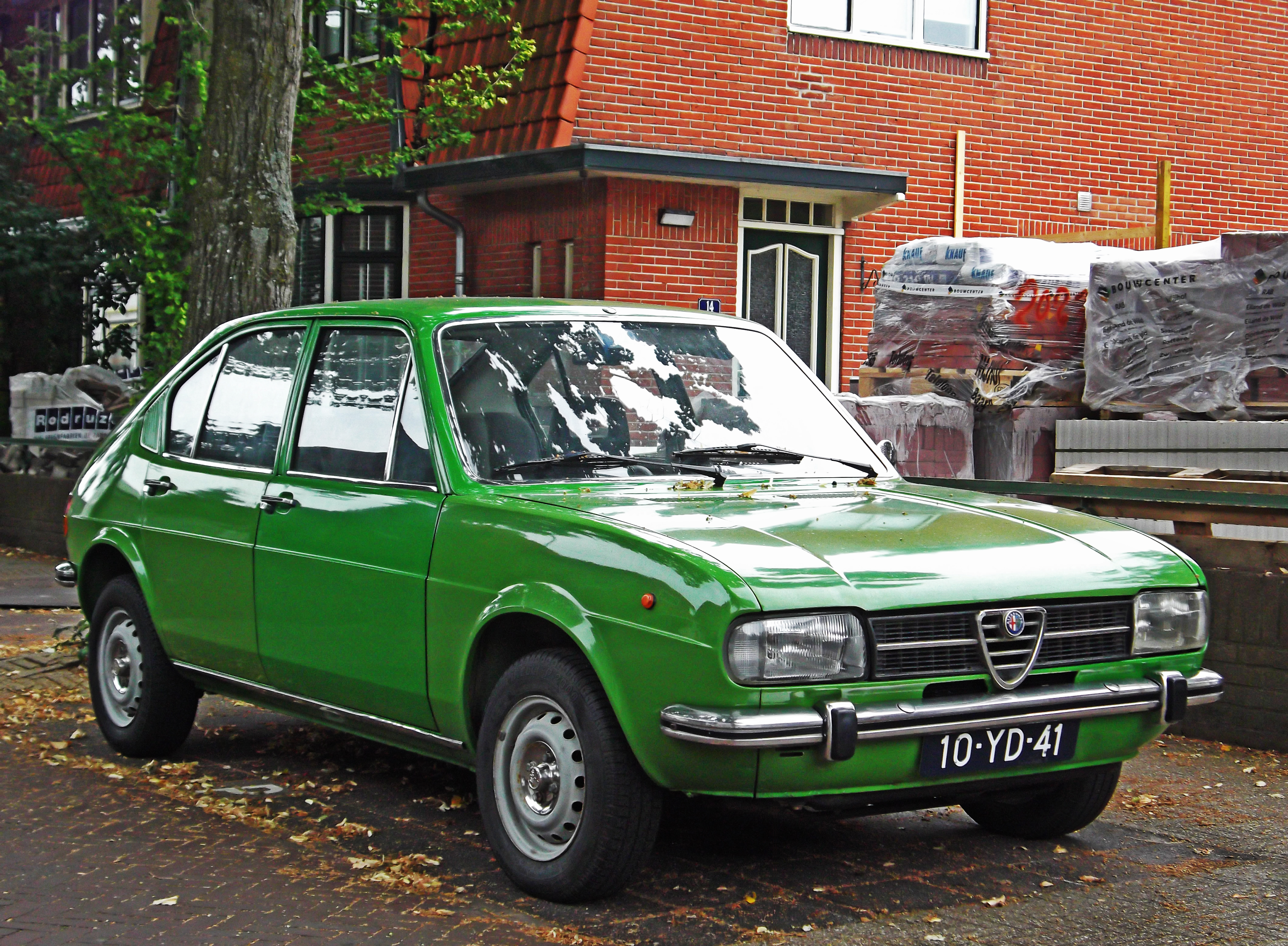
Alfa Romeo Alfasud L

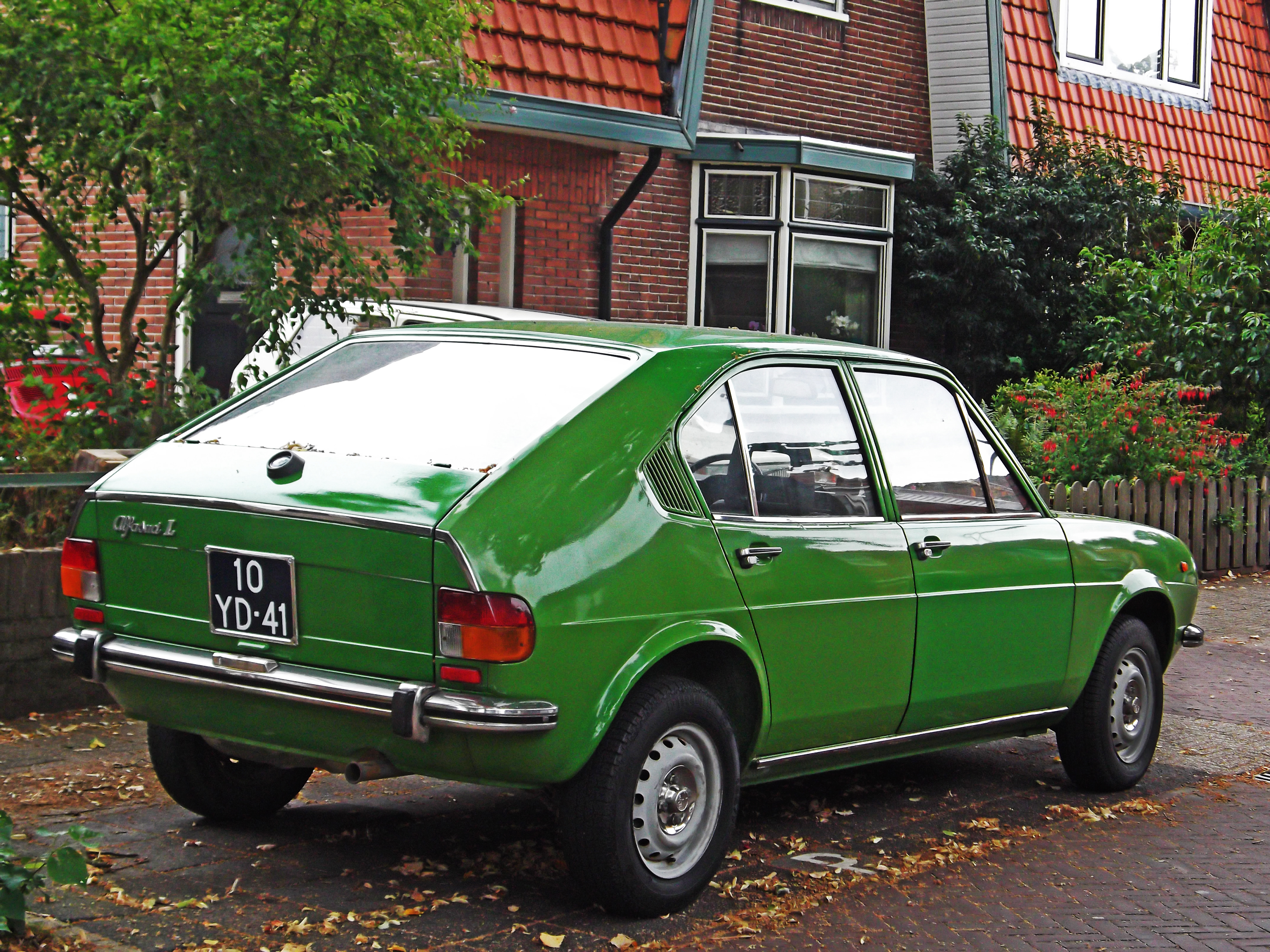

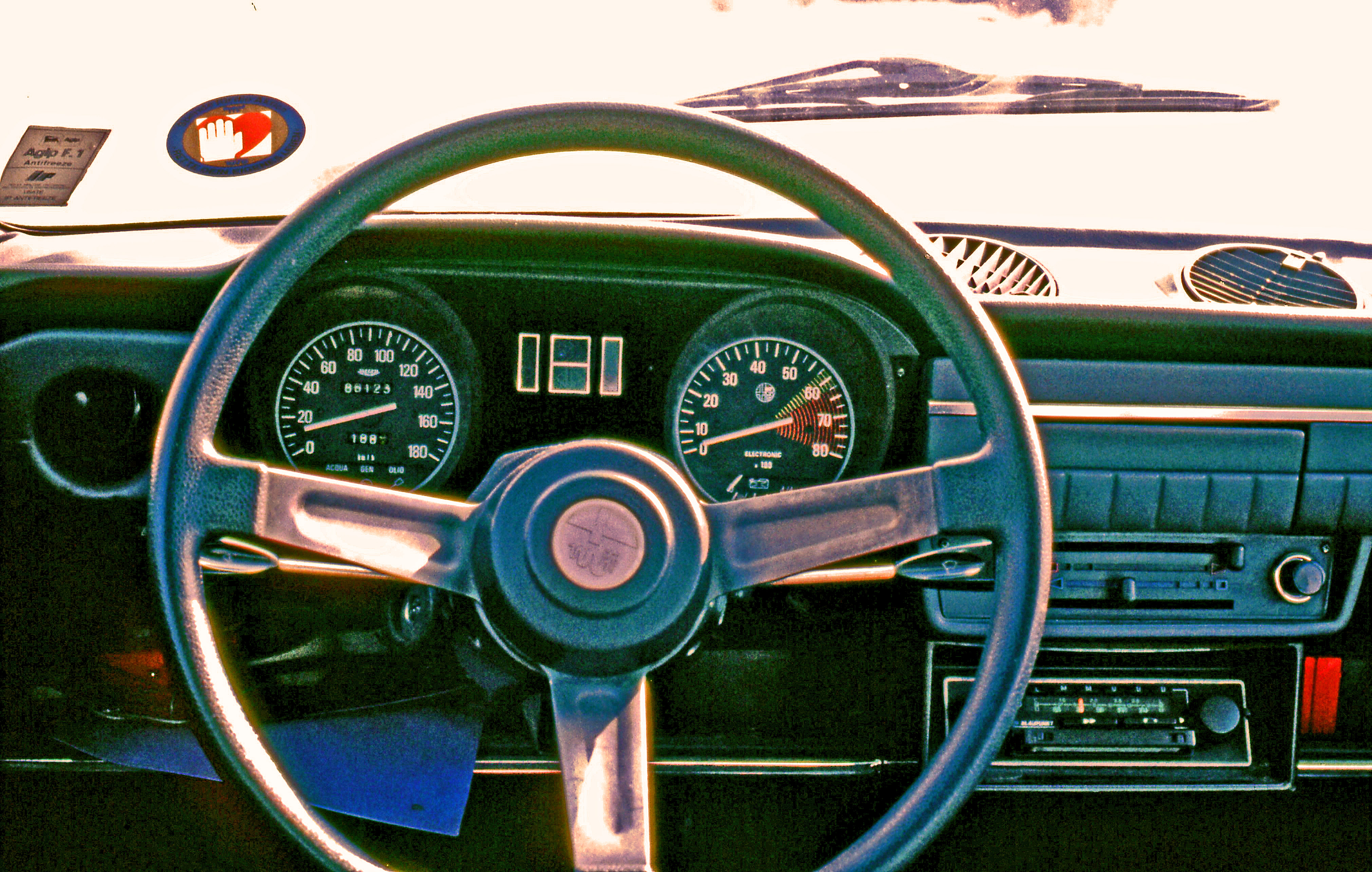
Dashbord Alfa Romeo Alfasud

Alfa Romeo вперше почала розробляти компактні передньопривідні автомобілі ще в 1950-х роках, але тільки з 1967 року, коли були встановлені тверді плани розвитку компанії для всіх нових моделей, почалися розробку компактного автомобіля в лінійці автомобілів Alfa Romeo. Ця модель була розроблена австрійцем Рудольфом Хрушкою, який розробив унікальний інженерський комплект, одягнений у кузов від Джорджетто Джуджаро з ItalDesign.
Автомобіль був побудований на новому заводі в Помільяно-д'Арко на півдні Італії, що позначилося на назві автомобіля - Alfa Sud (Alfa Південь). 18 січня 1968 року в Неаполі було зареєстровано нову компанію «Industria Napoletana Costruzioni Autoveicoli Alfa Romeo-Alfasud S.p.A.». У цій компанії 90% акцій володіла Alfa Romeo та 10% Finmeccanica, але вже на той час контролювалася урядовою компанією IRI. Будівництво нового заводу в Помільяно-д'Арко через державні інвестиції почалося в квітні 1968 року, на місці заводу авіаційних двигунів, які використовуються Alfa Romeo під час війни.
Alfasud був показаний публіці на Туринському автосалоні у 1971 році і був одразу відзначений журналістами за його кузовний дизайн. Чотиридверні седани оснащувалися власним опозитним двигуном з водним охолодженням об'ємом 1,186 см³ і ремінним приводом ГРМ. Особливістю моделі також стала складна підвіска у своєму класі, незвичайний розмір автомобіля, зокрема передня частина та наявність задніх дискових гальм. Конструкція двигуна дозволило Alfasud розмістити вдало лінії капота, що надає покращення в аеродинаміці (найкраще свого часу в даному класі), і надає ще низький центр тяжіння. В результаті цих конструктивних особливостей, автомобіль мав чудову продуктивність для свого двигуна, гарне зчеплення з дорогою та керованість, які інші автовиробники у класі досягали майже десять років. Незважаючи на звичайний дизайн, Alfasud не мав на увазі бути хетчбеком. Деякі предмети керування незвичайні: фари, сигнал, двірники, вентилятор обігрівача. Щоб увімкнути щось із цього, треба було тягнути, штовхати, натискати пару разів на ручки біля кермового колеса.

### Міжнародне виробництво
Alfasud вироблявся також у Малайзії у місті Іпох на заводі City Motors (Хоча завод знаходиться у Куала-Лумпурі). Малайзійські автомобілі оснащувалися 1,2 л., 1,35 л. та 1,5 л. двигунами і всі були чотиридверними. У Південній Африці Alfa Romeo випускала Alfasud на своєму місцевому заводі у Брітсі. Починаючи з червня 1981 року, Alfasud для ПАР називався Alfa Romeo Export GTA та оснащувався 1,5 л. опозитним двигуном потужність 105 к.с. Export GTA були п'ятидверними.

## Двигуни
- 1971-1983 1.2 L (1186 cc), 63–68 к.с.
- 1977-1983 1.3 L (1286 cc), 75 к.с.
- 1978-1983 1.4 L (1350 cc), 79 к.с.
- 1978-1983 1.5 L (1490 cc), 85–105 к.с.

## Автоспорт
Починаючи з 1976 року, було організовано моно-кубок для Alfasud. Роком пізніше трофей для Alfasud проходив в Італії та Австрії, а потім гоночні етапи проходили і у Франції, і в Німеччині. У 1977 році був організований Trofeo Europa Alfasud (укр. "Європейський Кубок Alfasud"), в якому найкращі гонщики з кожної країни брали участь. Гоночні моделі для Trofeo Alfasud оснащувалися двигуном об'ємом 1,286 см і додатковим оснащенням від Autodelta. Найвідомішим гонщиком, який брав участь у Alfasud Trofeo, є Герхард Бергер.
Крім того, Alfasud Ti взяла участь у гонці 1980 Hardie-Ferodo 1000 в місті Батерст, Австралія. У даному змаганні в категорії до 1,600 см³ автомобіль зайняв четверте місце.